# 21488 Данієллалі
21488 Данієллалі (21488 Danyellelee) — астероїд головного поясу, відкритий 21 квітня 1998 року.
Тіссеранів параметр щодо Юпітера — 3,669.